# Syzygium cymosum
Syzygium cymosum är en myrtenväxtart som först beskrevs av Jean-Baptiste de Lamarck, och fick sitt nu gällande namn av Dc.. Syzygium cymosum ingår i släktet Syzygium och familjen myrtenväxter.

## Underarter
Arten delas in i följande underarter:
- S. c. cymosum
- S. c. montanum